# 夜叉

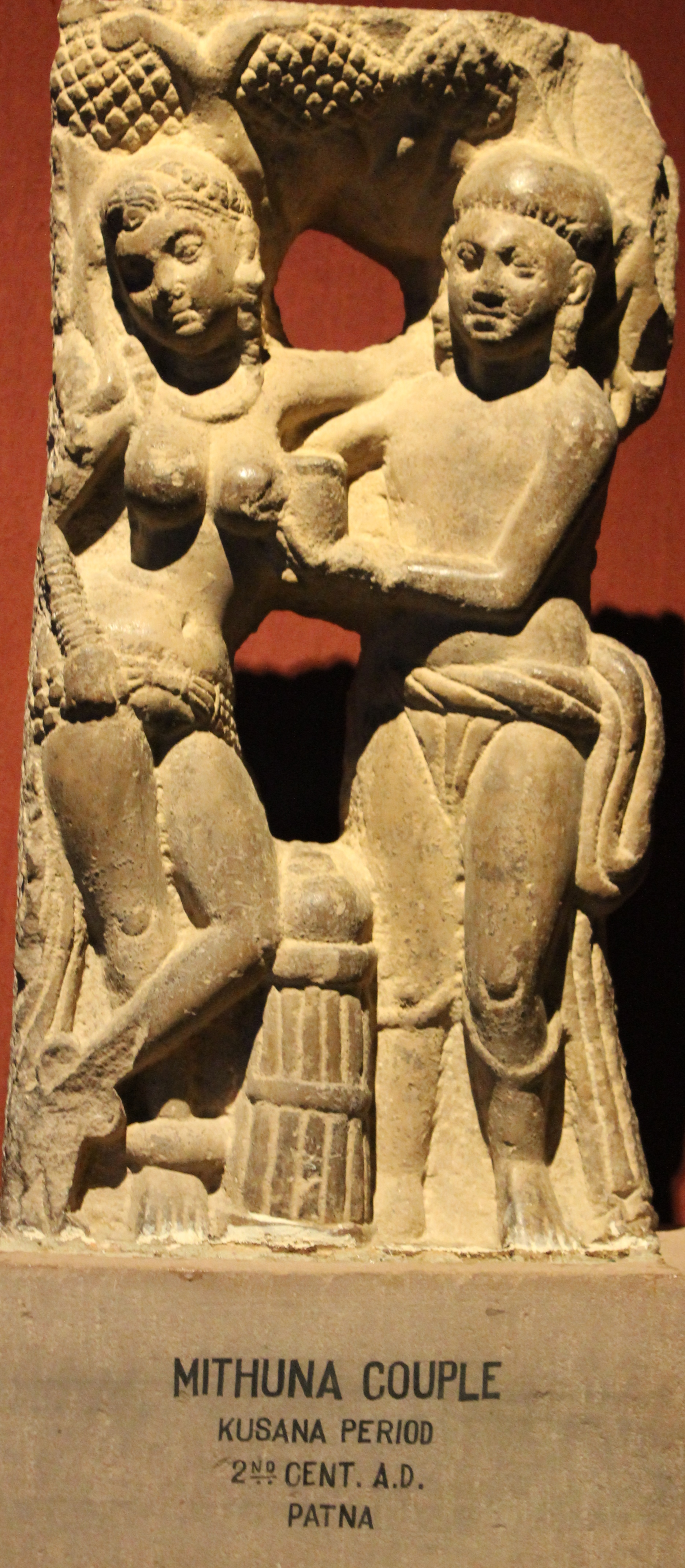
印度貴霜帝國公元2世紀巴特那的夜叉

夜叉（羅馬化：Yakṣa，羅馬化：yakkha），又譯為藥叉，本义「以鬼為食的神」，意译为「能啖鬼」、「捷疾鬼」、「勇健」、「輕捷」等。女性的夜叉稱為夜叉女（梵語：yakṣī或yakṣiṇī，巴利語：yakkhī或yakkhinī）。原為古印度傳說中的鬼神，常與羅剎併稱，後被佛教吸收，被列為天龍八部之一。
佛教認為夜叉是具有力量的鬼神，有食人或傷害人的傳說，居住在人間、空中與天界。居住在天界的夜叉受帝釋天管轄，負責護衛天界大門，毗沙門天為其統領，佛教護法中的執金剛神、黑大將以及五色財神也是居於天界的夜叉。

## 印度神話
在印度神话中，夜叉是半神，有关其来源，说法不一。据《毗湿奴往世书》所述，夜叉与罗刹同时由梵天脚掌生出，但双方通常相互敌对。夜叉与害人的罗刹不同，对人类持友善态度，因而称为“真诚者”（剋星是大鵬金翅鳥）。
男性夜叉形象多變，有时被描述为迅速、怖人的武士，有时又被描述为腹部下垂的侏儒。夜叉女其貌甚美，一般被描繪為有著面容端正，身材姣好，纖腰巨乳、豐臀長腿的美少女，手攀娑羅樹枝條的女性夜叉，在梵語中稱為śālabañjika。

## 佛教傳說
佛教認為夜叉有三種，《维摩经》注：“什曰：夜叉有三种：一、在地，二、在虚空，三、天夜叉也。”在佛教中，北方毗沙门天王即率领夜叉八大将，“维护众生界”。願意護持佛教的夜叉神稱為執金剛神，領袖是密跡金剛。著名的夜叉王有十二藥叉大將、迦毘羅神，瑜珈教中有虎伽羅、馬伽羅等。
三十三天的入口，由金剛手夜叉負責守衛。
北涼譯本《毗婆沙論》將帝釋天稱為藥叉天。其妻舍脂，據《雜阿含經》記載，出身阿修羅，在《毗婆沙論》中也曾被稱為青衣藥叉。印順法師曾認為「帝釋」可能出身夜叉，與傳說為金剛手的普賢菩薩有一致之處。
《雜阿含經》中曾稱天魔波旬為夜叉。
投生到夜叉身的因緣，是過去行佈施，或常先損害後再利益他人，而得的果報。

## 印度雕像

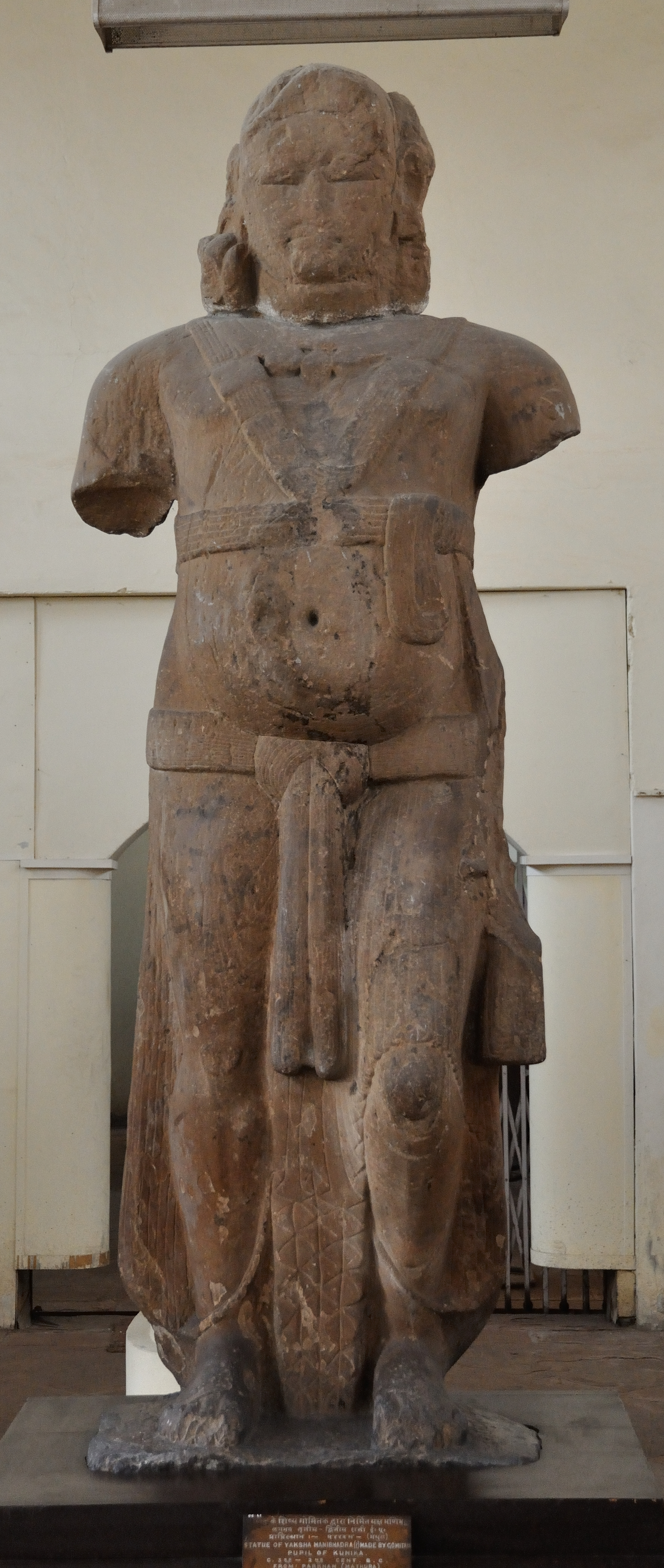
公元前3世紀-前2世紀的夜叉雕像，現藏於印度馬圖拉國家博物館
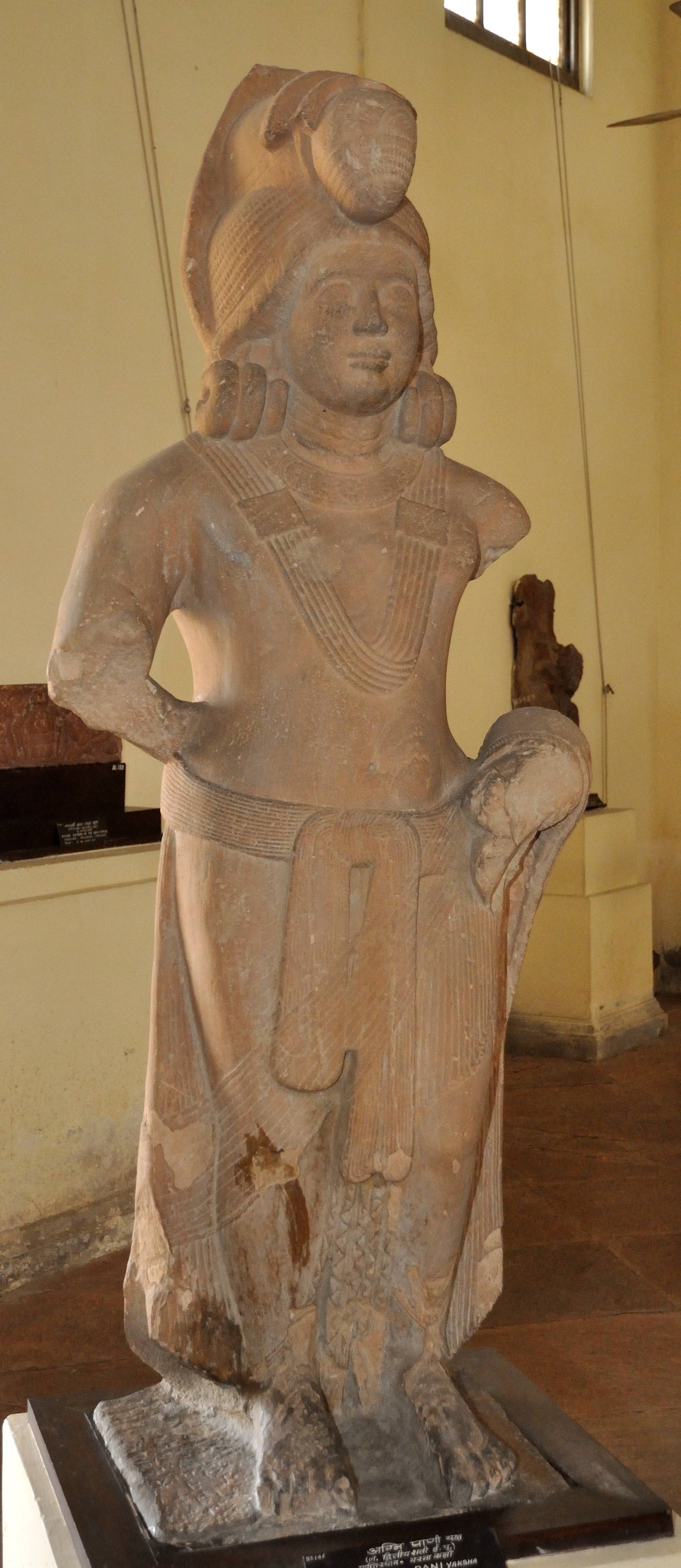
公元前2世紀的夜叉雕像，現藏於印度馬圖拉國家博物館
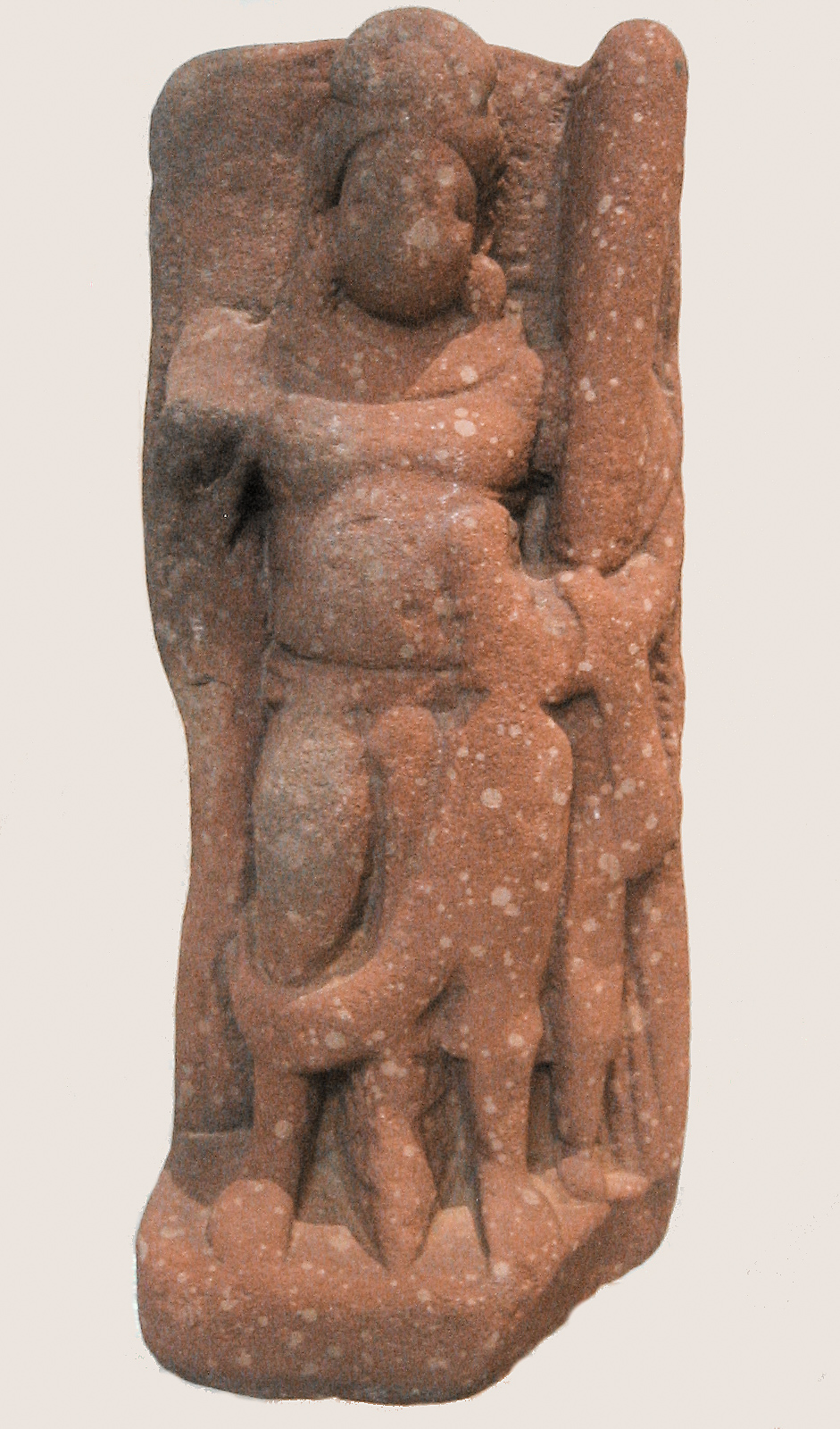
來自印度秣菟羅的貴霜王朝公元1世紀至2世紀的夜叉，現藏於倫敦维多利亚和阿尔伯特博物馆
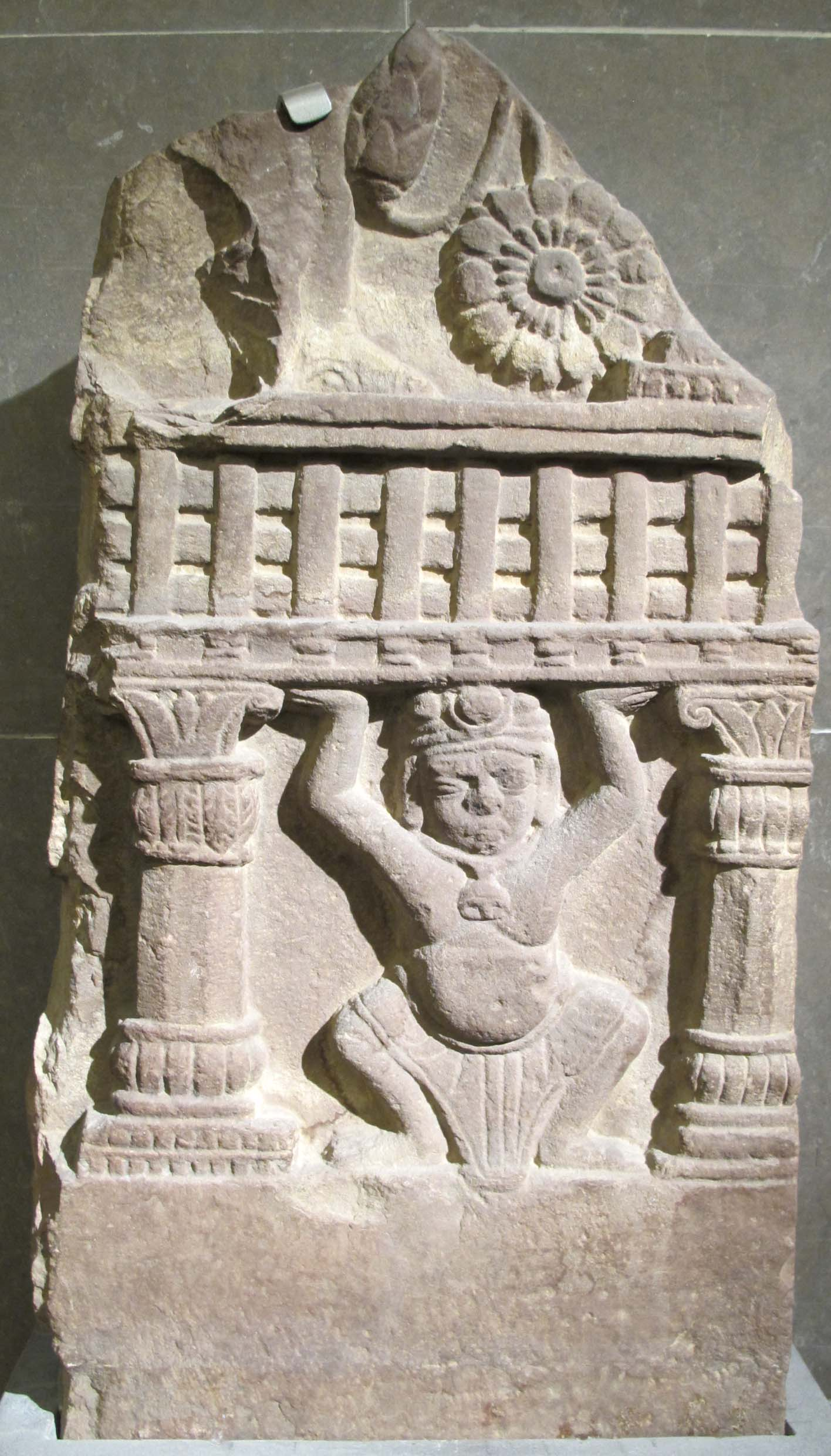
來自印度中央邦的巽伽王朝（公元前2—前1世紀）持欄夜叉，現藏於巴黎吉美博物館
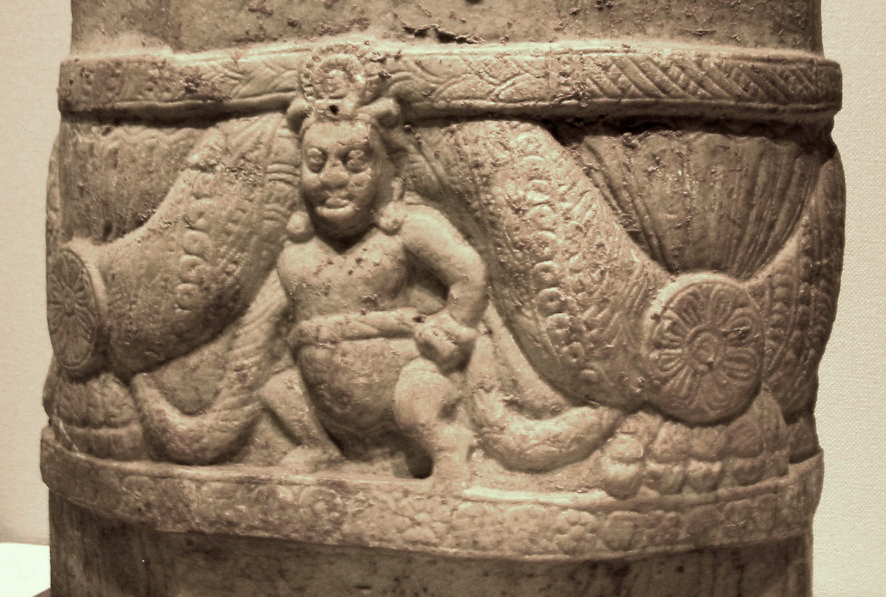
來自安得拉邦阿默拉沃蒂的百乘王朝公元3世紀的附在希臘渦卷裝飾上的夜叉，現藏於日本東京國立博物館

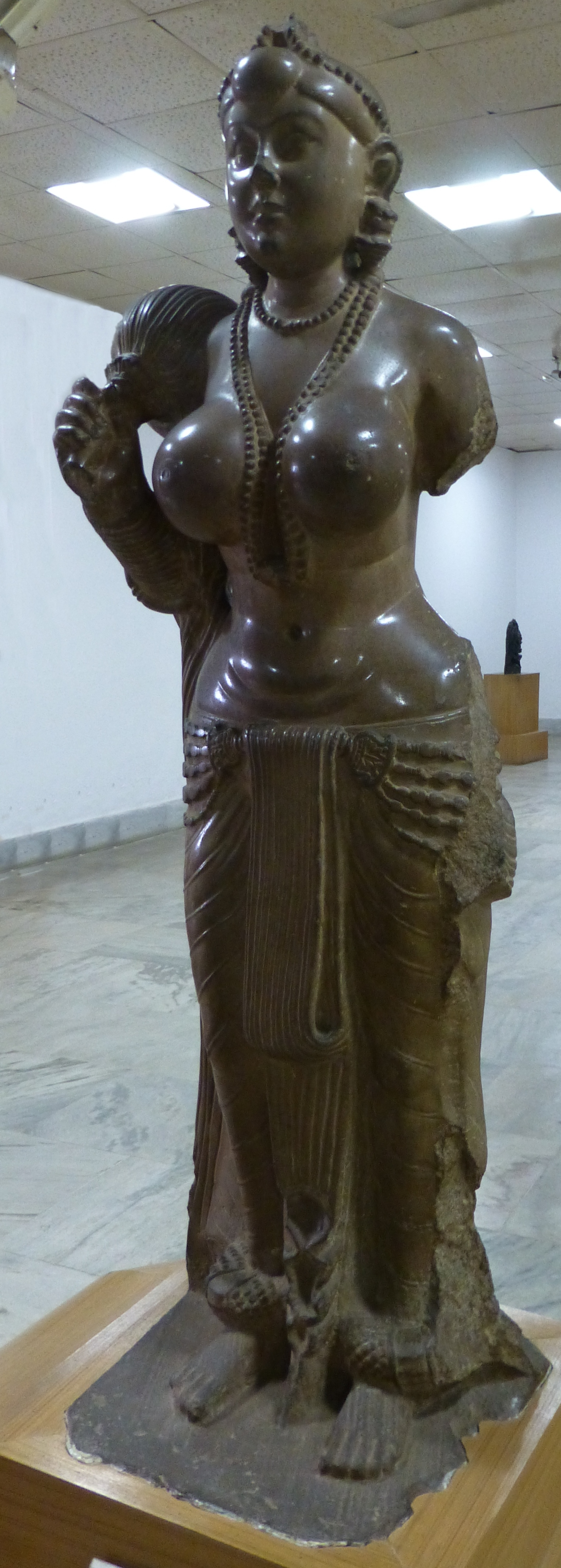
公元前3世紀孔雀帝國時期的夜叉雕像，現藏於印度巴特那博物館
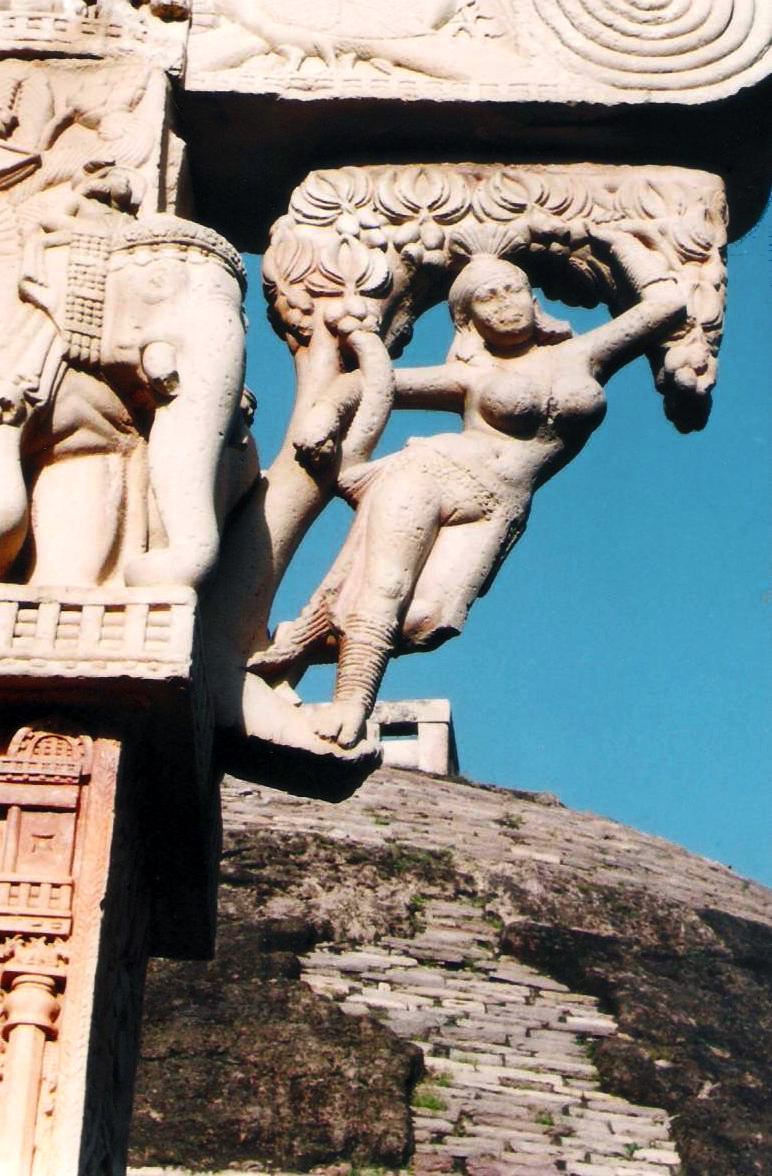
印度中央邦的始建於阿育王時代的桑奇大塔東門的夜叉雕塑
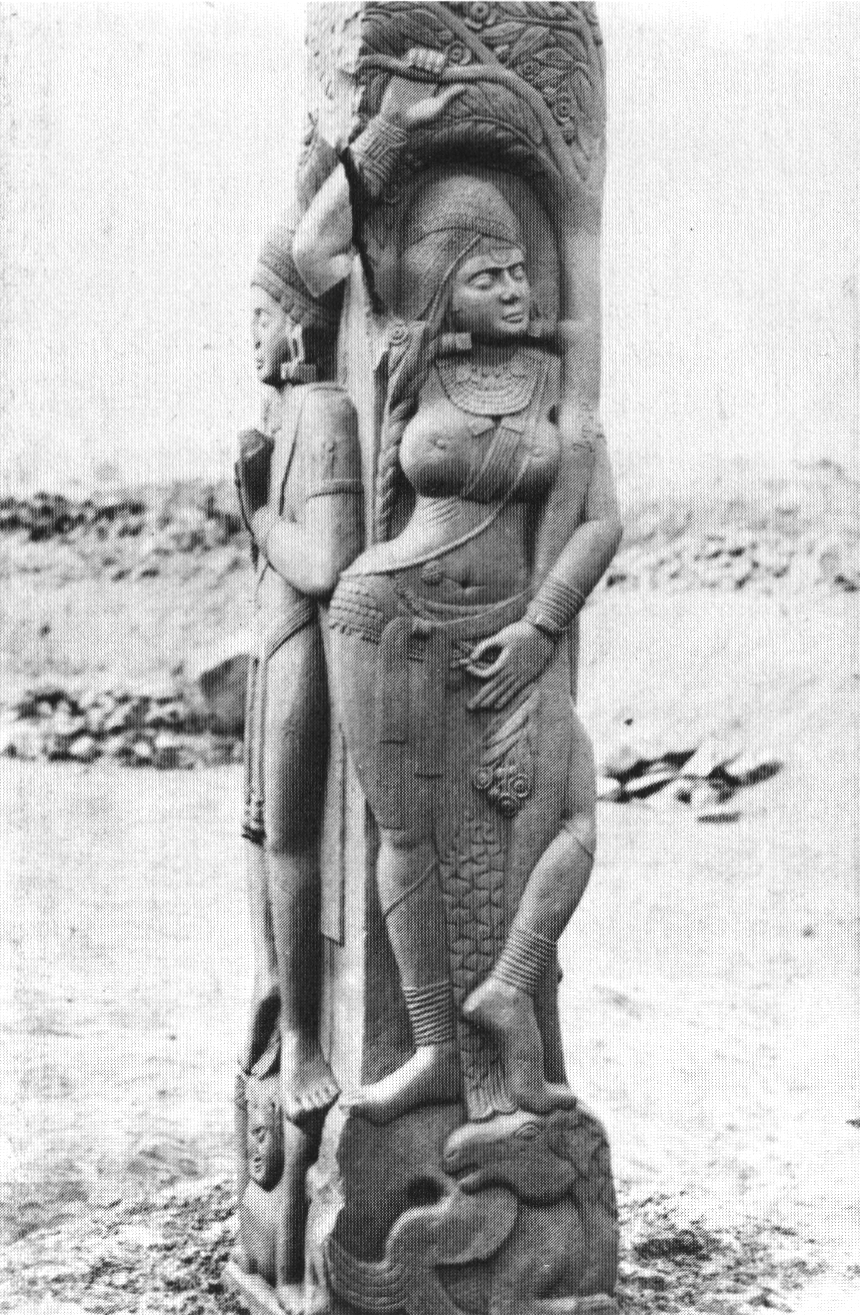
印度中央邦的毘盧（Bharhut）佛塔的公元前2世紀巽伽王朝的夜叉女浮雕，現藏於印度加爾各答印度博物館
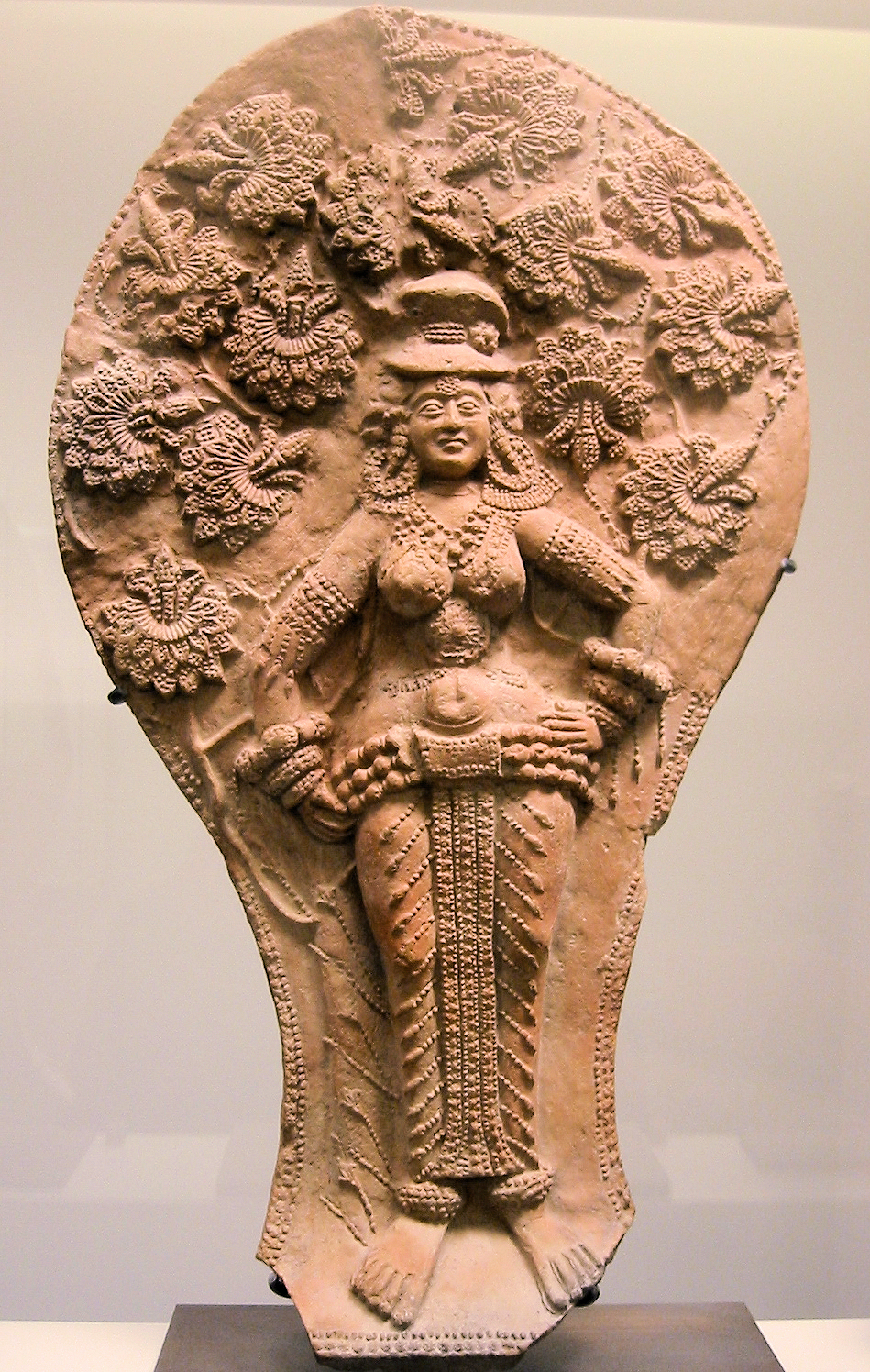
印度巽伽王朝（公元前2—前1世紀）的夜叉女，現藏於巴黎吉美博物館
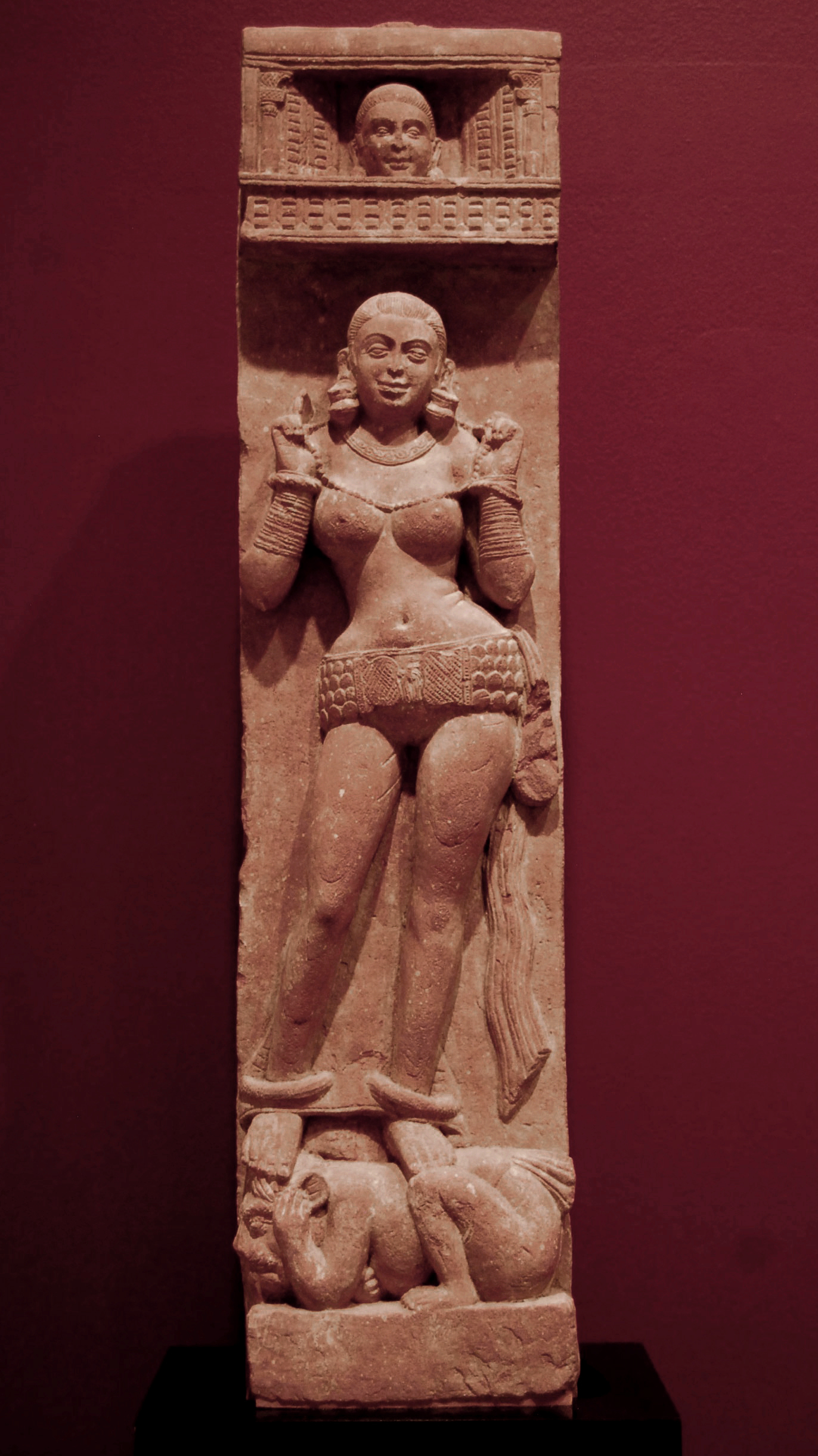
來自印度秣菟羅的公元1世紀至2世紀的夜叉女，現藏於達拉斯藝術博物館
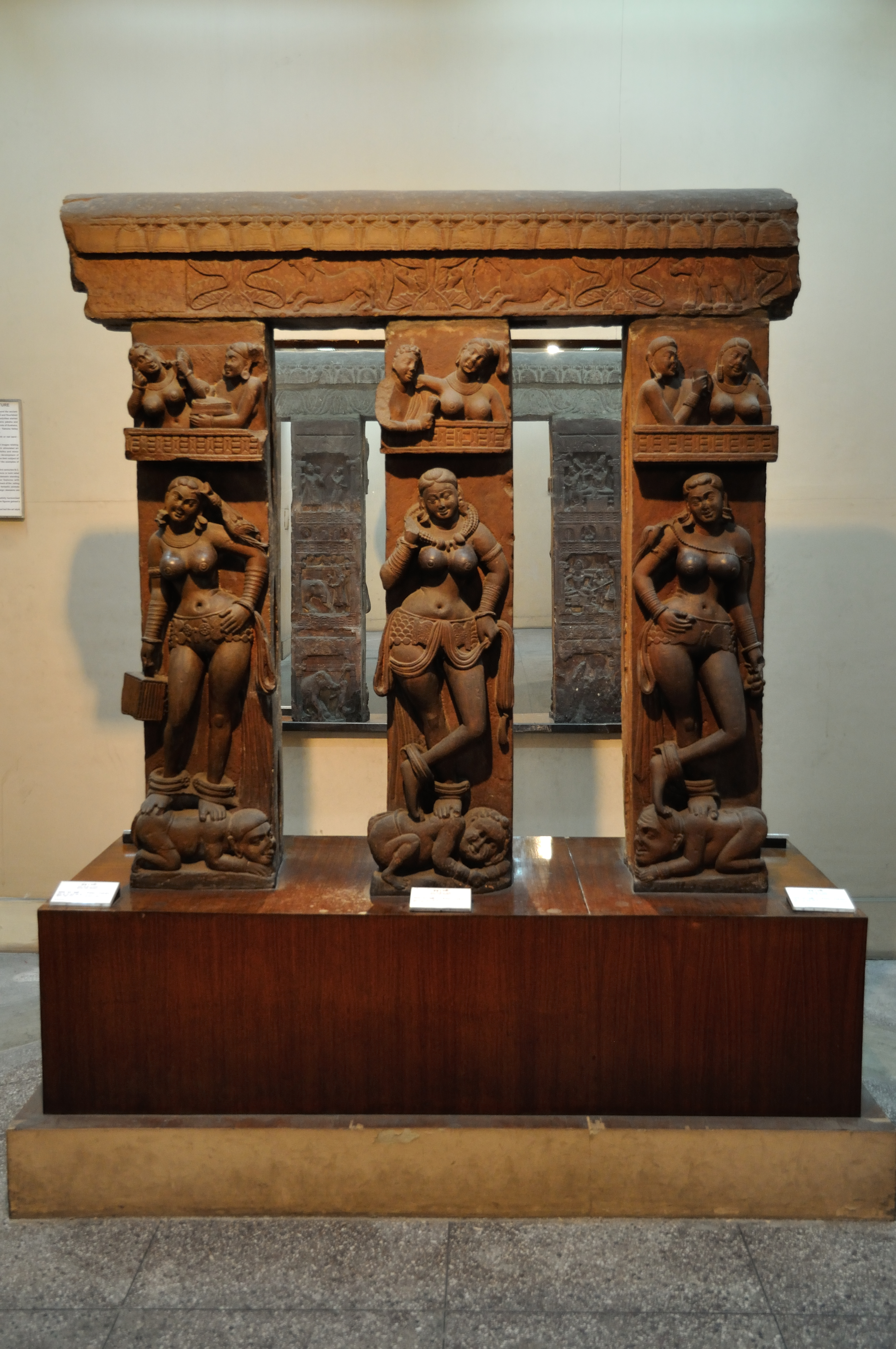
公元2世紀印度秣菟羅的夜叉女，現藏於印度加爾各答印度博物館
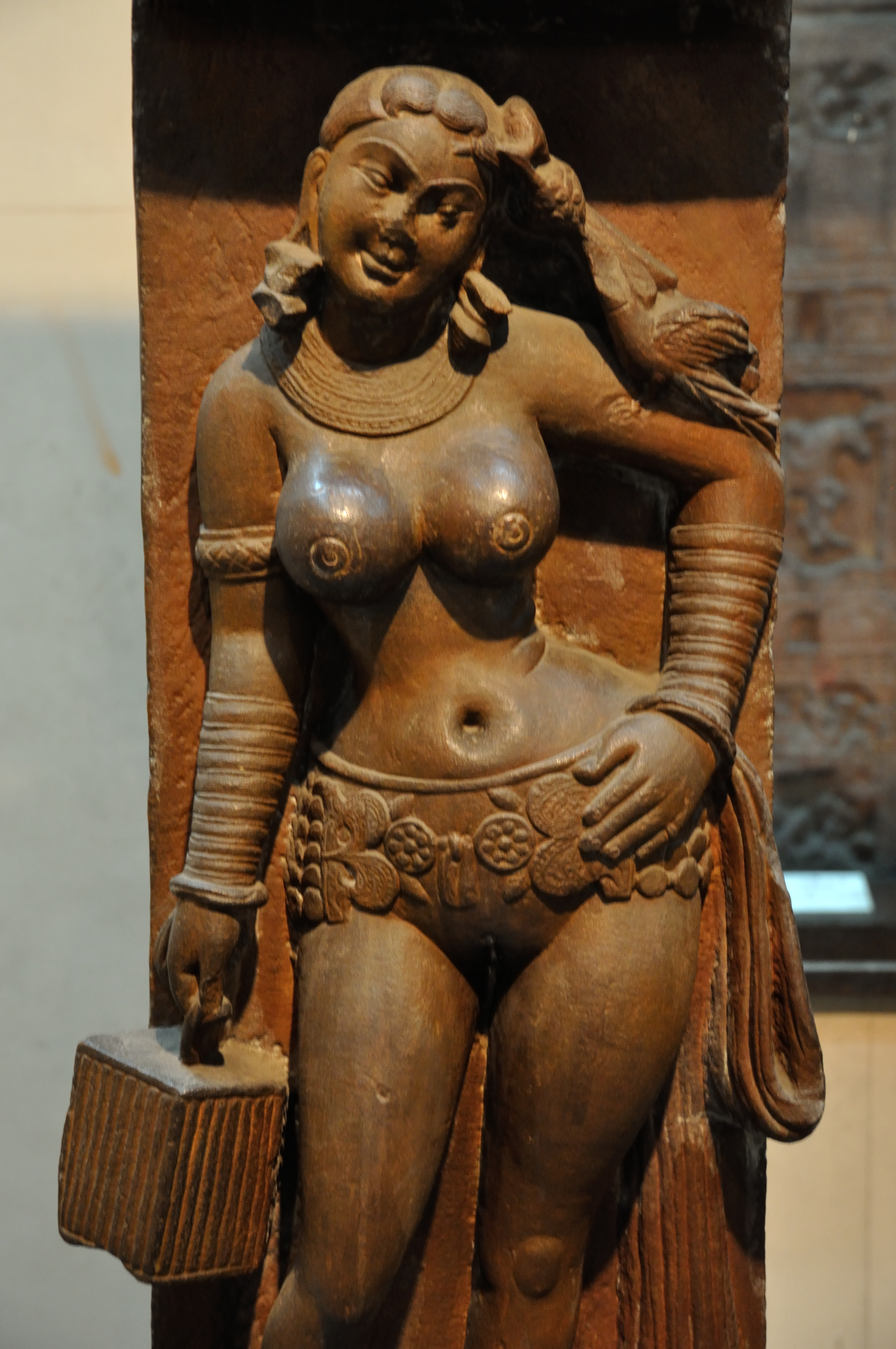
前圖細部，公元2世紀印度秣菟羅的夜叉女，現藏於印度加爾各答印度博物館
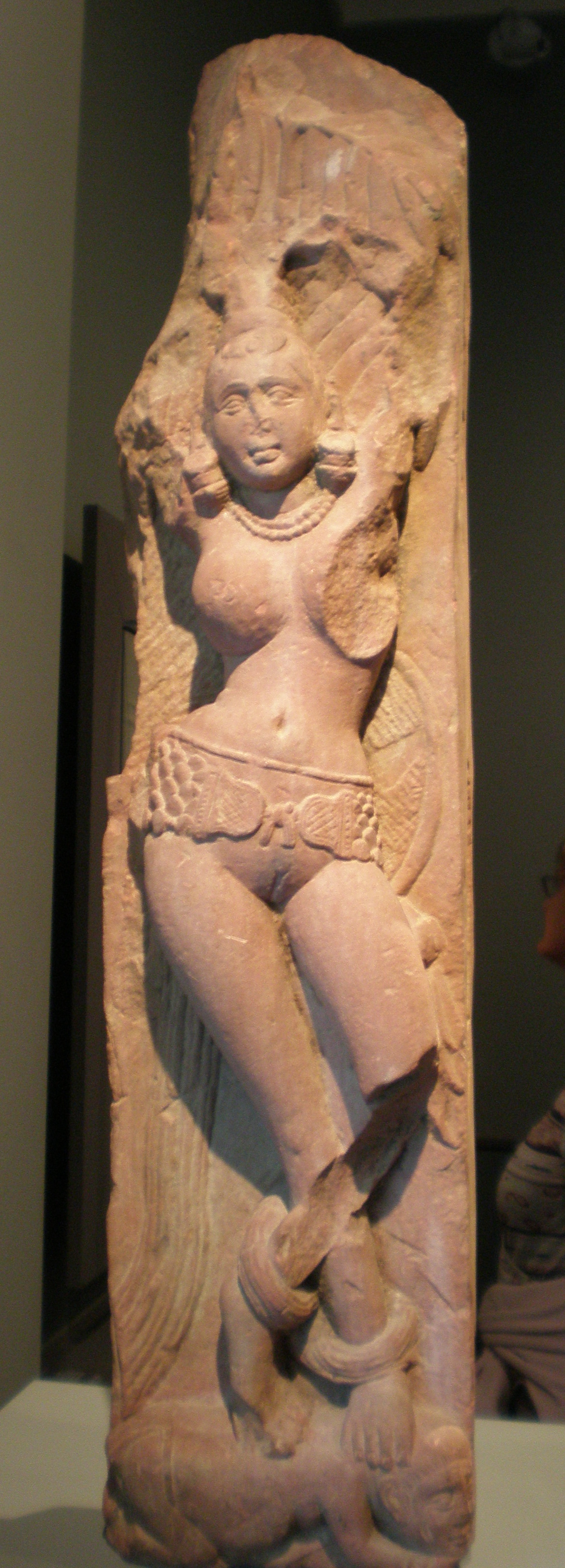
來自印度秣菟羅的公元2世紀的夜叉女，現藏於舊金山亞洲藝術博物館
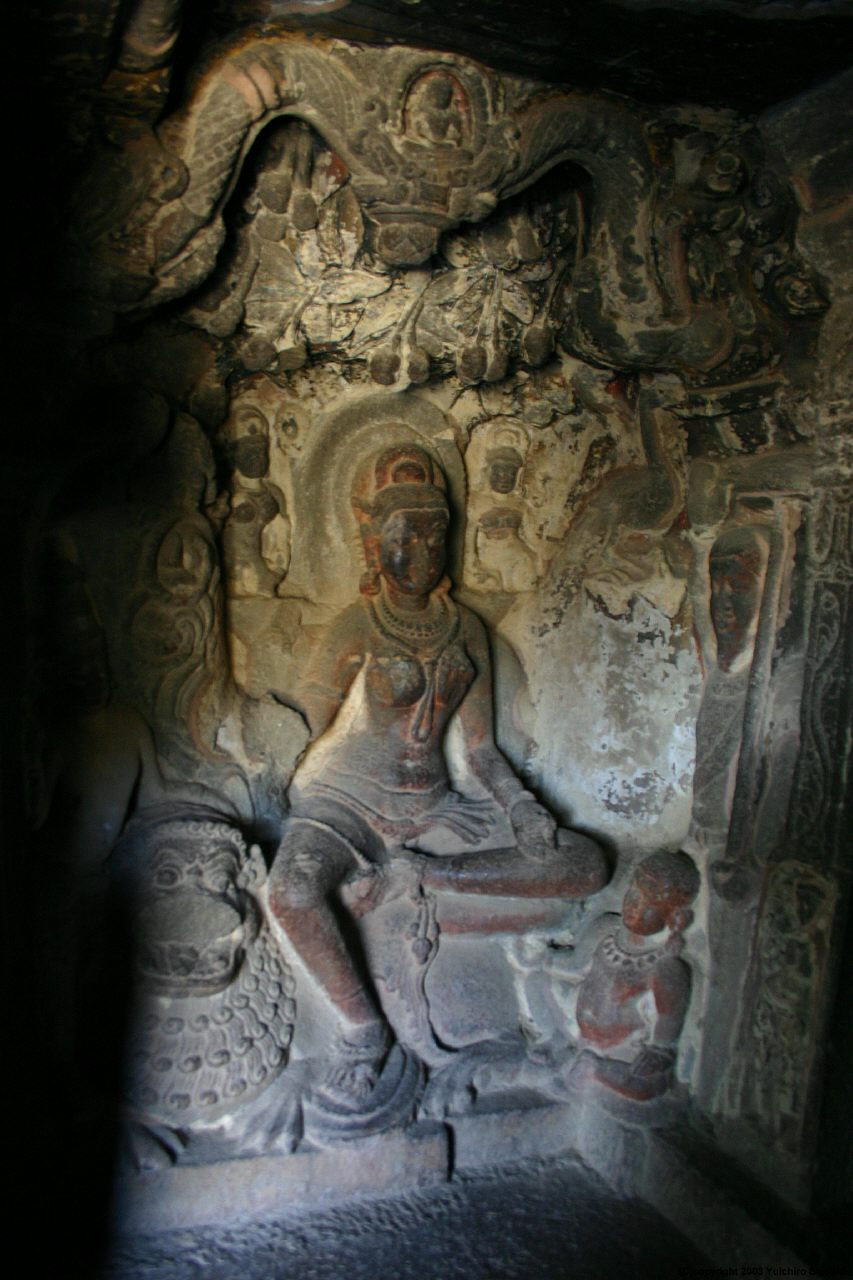
埃洛拉石窟的耆那教夜叉女

## 其他地域造像

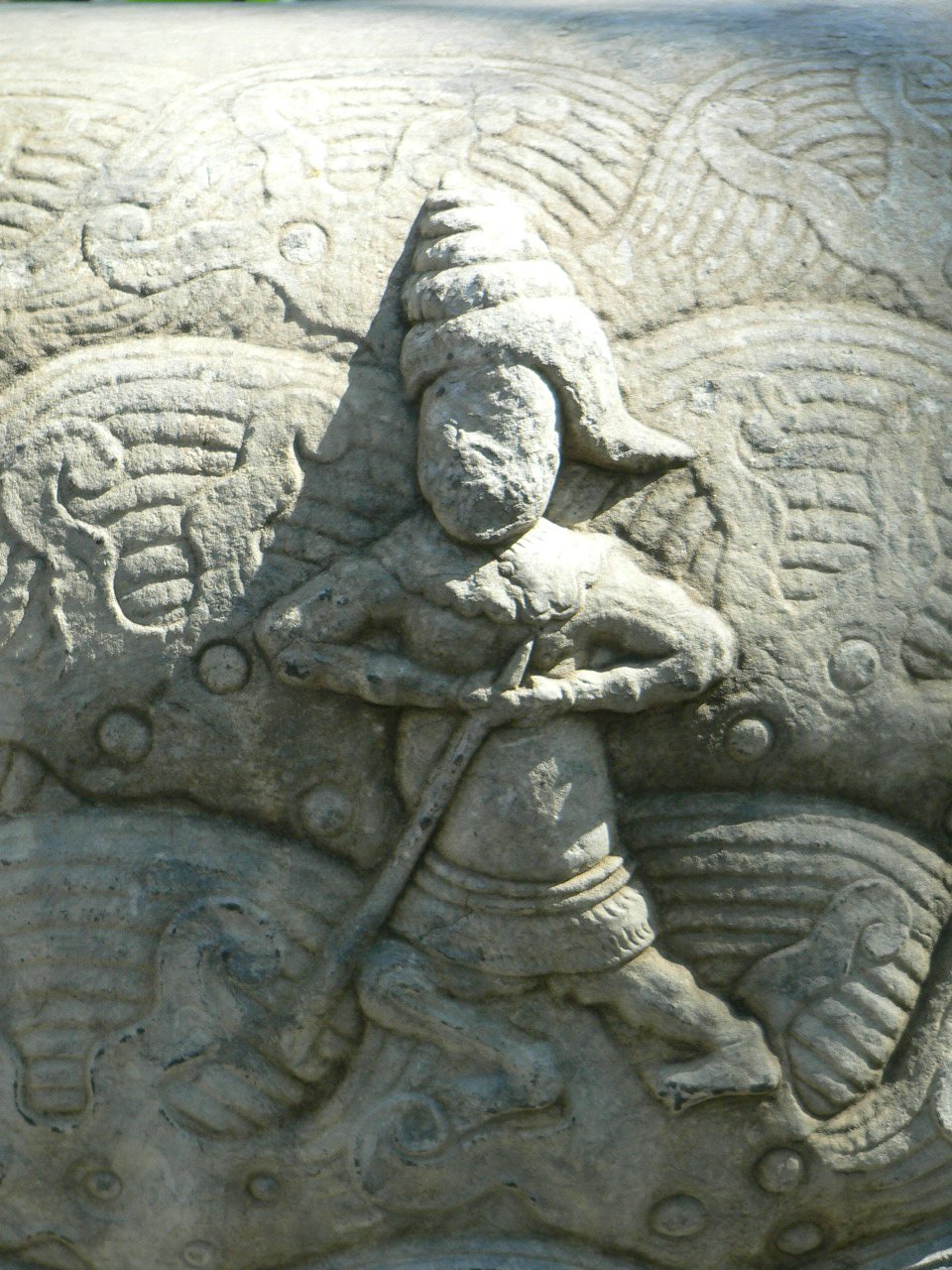
中國的巡海夜叉
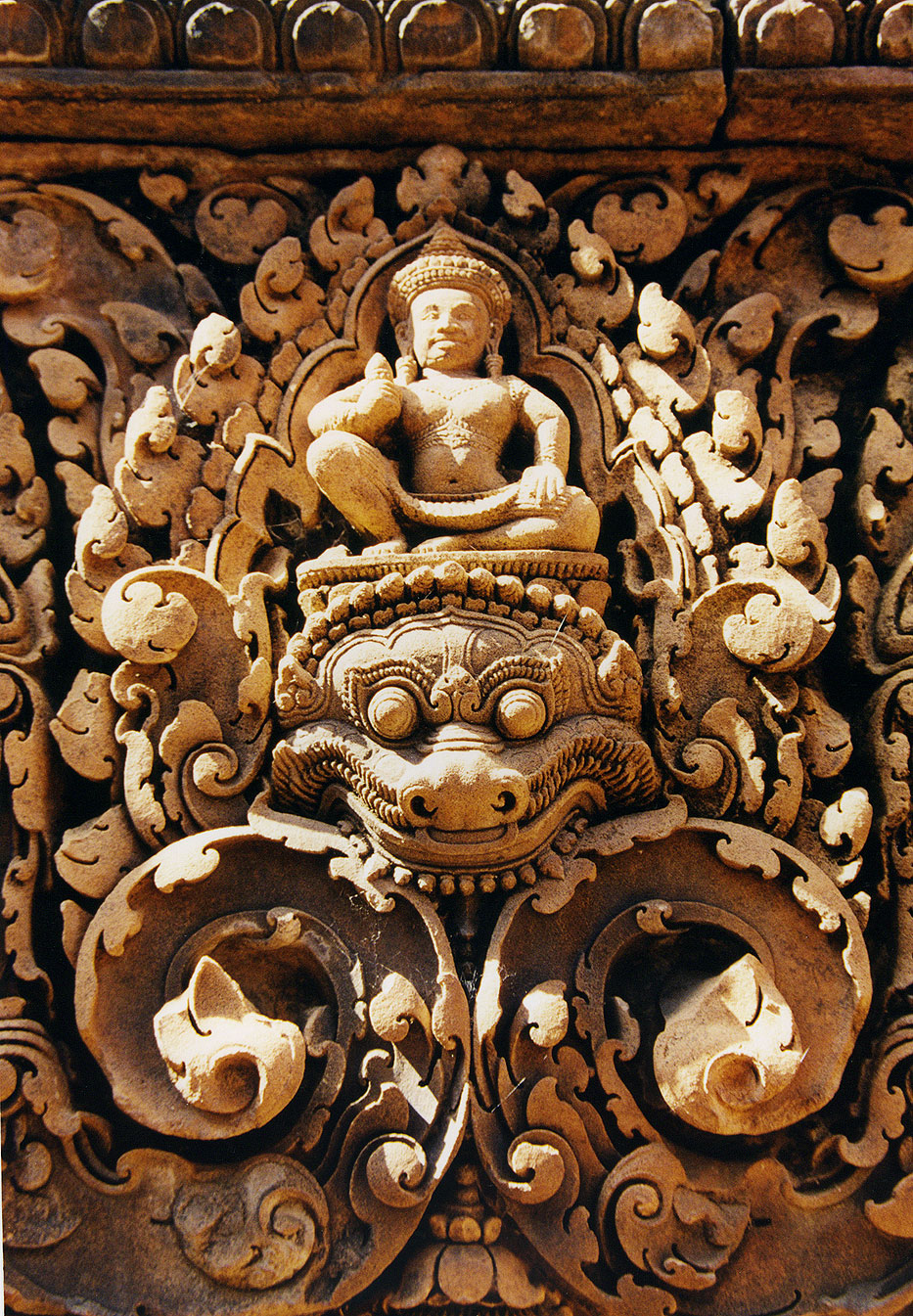
柬埔寨的夜叉
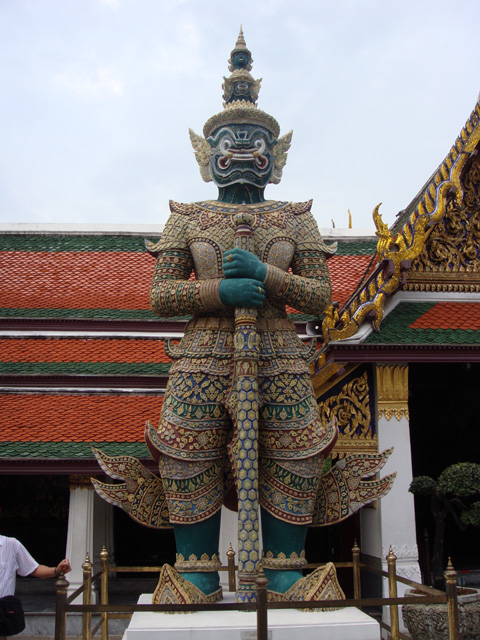
泰國的夜叉
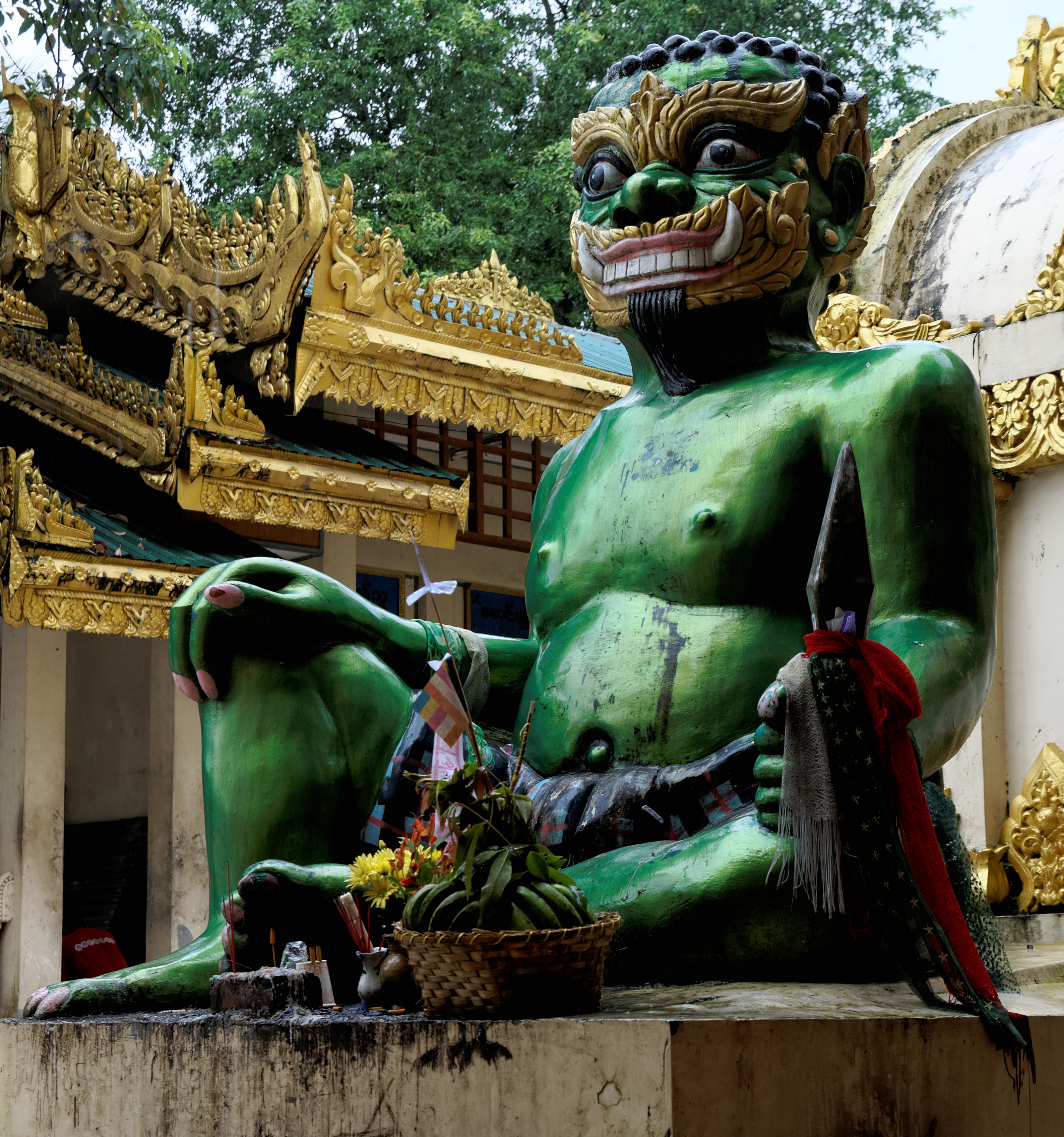
缅甸的夜叉
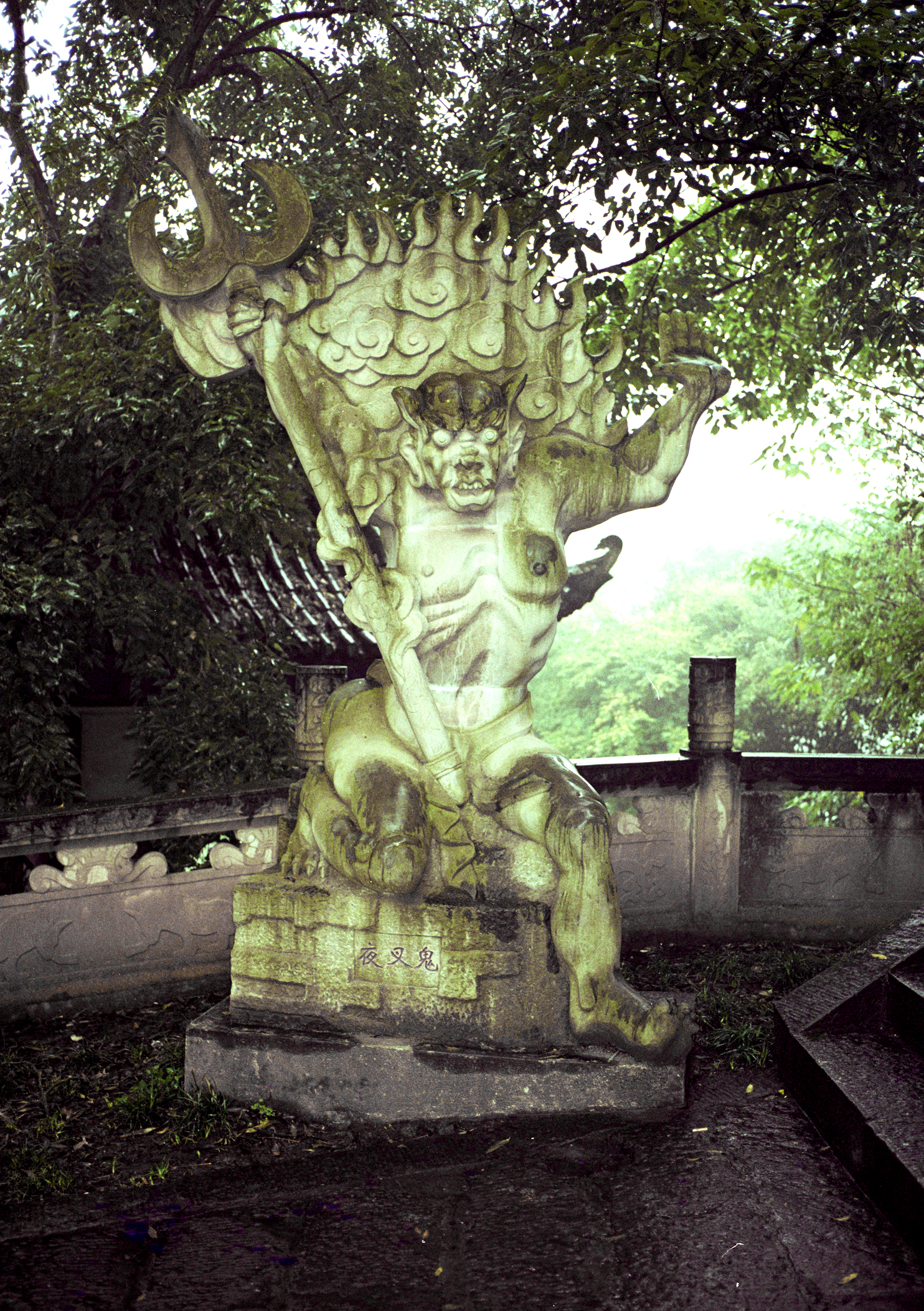
丰都鬼城夜叉鬼

## 其他文化
華人世界中，「母夜叉」原指女性個性潑辣，而後逐漸誤會為醜陋。也有「外面如菩薩，內心如夜叉」，意同人面獸心。或「笑面夜叉」，比喻表面和善而心地險惡的人。

## 引用

### 註释
1. ↑  《一切經音義》卷5：「閱叉，或云夜叉，皆訛也，正言藥叉。此譯云『能噉人鬼』，又云『傷者』，謂能傷害人也。」
2. ↑  《阿毘達磨大毘婆沙論》卷133：「蘇迷盧頂，是三十三天住處。……山頂四角，各有一峰。……有藥叉神名金剛手，於中止住，守護諸天。於山頂中，有城名善見，……是天帝釋所都大城。城有千門，嚴飾壯麗，門有五百青衣藥叉，……防守城門。」
3. ↑  玄奘譯《阿毘達磨俱舍論》卷11：「頌曰：『妙高頂八萬，三十三天居，四角有四峰，金剛手所住。中宮名善見，周萬踰繕那。……』論曰：三十三天住迷盧頂。……山頂四角各有一峰，其高廣量各有五百。有藥叉神，名金剛手，於中止住，守護諸天。」
4. ↑  玄奘譯《阿毘達磨大毘婆沙論》卷1：「如契經說，此藥叉天於長夜中，其心質直，無有諂誑。諸有所問，皆為了知，不為嬈亂。我以甚深阿毘達磨，恣彼意問。」北涼時譯《阿毘曇毘婆沙論》卷1：「又修多羅說，此帝釋，長夜其心質直，無有諂曲。諸有所問。為了知故，不為嬈亂。我當以甚深阿毘曇，恣汝所問。」比較兩種譯本，故玄奘本所說的「藥叉天」，即是指北涼譯本中的「帝釋」。
5. ↑  《雜阿含經》卷40：「比丘問佛言：『世尊！何因、何緣彼釋提桓因名舍脂缽低？』　佛告比丘：『彼阿修羅女名曰舍脂，為天帝釋第一天后，是故帝釋名舍脂缽低。』」
6. ↑  玄奘譯《阿毘達磨大毘婆沙論》卷27：「答：雖無生彼愛，而有資具愛。如天帝釋亦愛設支青衣藥叉、哀羅筏拏善住龍等。」
7. ↑  印順《佛教史地考證》〈文殊與普賢〉：「依《大毘婆沙論》說，金剛手，並非帝釋，而是住在須彌山頂的一位藥叉（夜叉）。這位夜叉，即特別護持釋迦的，即初期經律中的金剛力士，大乘顯教中的金剛密迹。然帝釋自身，實也是夜叉。如《帝釋問經》說「此藥叉天，於長夜中其心質直」（唐譯《大毘婆沙論》卷一）；「此鬼，長夜無諛諂」（晉譯《鞞婆沙論》卷一）；「此帝釋，長夜其心質直」（涼譯《毘婆沙論》卷一）。帝釋是夜叉的傑出者，他受夜叉神群的圍繞。帝釋的夫人設支（或譯舍脂），傳說為阿修羅女，然也稱夜叉，如《大毘婆沙論》（卷二七）說：「天帝釋亦愛設支青衣藥叉。」帝釋本為吠陀中的因陀羅天，手執金剛杵，而得金剛手的美名。帝釋與金剛手的普賢，有非常一致的地方。更應該特別指出的，密咒也與夜叉語有關。……這個空行夜叉王國的帝釋，與密教世界的普賢菩薩，是怎樣的類似？我們應該記著：梵王與帝釋，文殊與普賢，都是佛的左右脇侍。」，收入《妙雲集》下編。
8. ↑  《雜阿含經》第1097經：「 時，魔波旬……化作年少，往住佛前……。爾時，世尊作是念：『惡魔波旬欲作嬈亂。』即說偈言：
『汝夜叉當知，眾生群集生，諸有智慧者，孰能不哀愍？以有哀愍故，不能不教化，哀愍諸眾生，法自應如是。』」
9. ↑  《舍利弗问经》：舍利弗复白佛言。世尊。八部鬼神。以何因缘生于恶道。而常闻正法。
佛言。以二种业。一以恶故生于恶道。二以善故多受快乐。
又问。善恶二异可得同耶。
佛言。亦可得耳。是以八部鬼神。皆曰人非人也。
天神者。其之先身。以车舆舍宅饮食。供养三宝父母贤胜之人。犹怀悭俭谄嫉妒者故。受天神身。如普光净胜天神等。
虚空龙神者。修建德本。广行檀波罗蜜。不依正念。急性好嗔故。受人非人身。如摩尼光龙王等。
夜叉神者。好大布施。或先损害。后加饶益。随功胜负。故在天上空中地下。
乾闼婆者。前生亦少嗔恚。常好布施。以青莲自严。作众伎乐。今为此神。常为诸天奏诸伎乐。
阿修罗神者。志强。不随善友所作净福。好逐幻伪之人。作诸邪福。傍于邪师。甚好布施。又乐观他斗讼。故受今身。
迦娄罗神者。先修大舍。常有高心。以倰于物故受今身。
紧那罗神者。昔好劝人发菩提心。未正其志逐诸邪行。故得今身。摩睺罗伽神者。布施护法性好嗔恚。故受今身。
人非人等。皆由依附邪师行谄恶道。以邪乱正俱谓是道。以自建立。
10. ↑  .   [2024-06-25]. （原始内容存档于2024-06-25）.